# منطقه گیاگانی دماغه

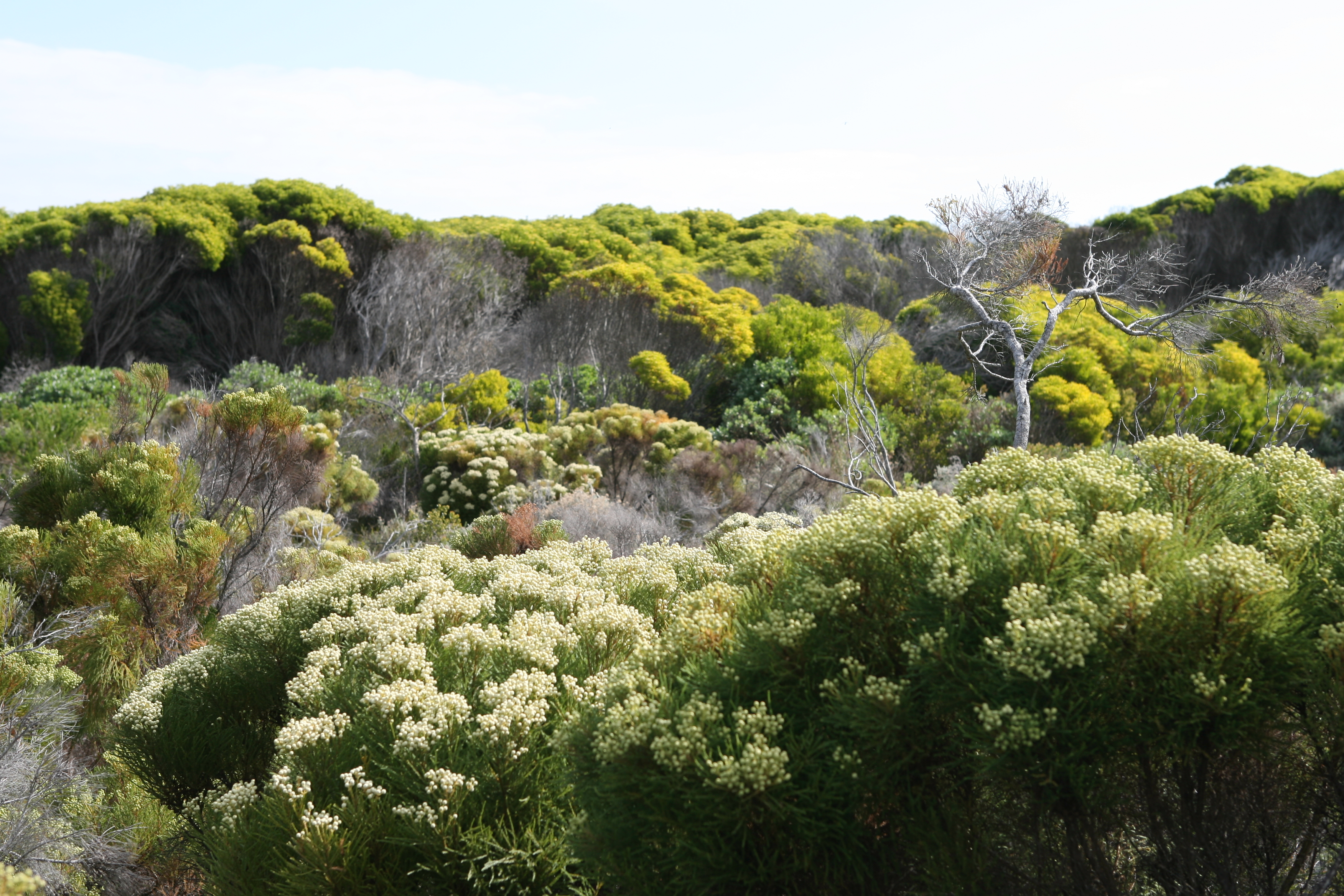
خوش‌بوته‌زار در دماغه غربی

منطقه گیاگانی دماغه (به انگلیسی: Cape Floristic Region) یک منطقه گیاگانی است که در نزدیکی نوک جنوبی آفریقای جنوبی قرار دارد. این تنها منطقه گیاگانی (فلورستیک) در پادشاهی گیاگانی دماغه است و شامل تنها یک استان گیاگانی است که به استان گیاگانی دماغه معروف است.
طبق گفته تختاجان (۱۹۷۸)، خانواده‌های بومی یا نیمه‌بومی منطقه عبارتند از:Grubbiaceae، Roridulaceae , Bruniaceae , Penaeaceae , Greyiaceae , Geissolomataceae , Retziaceae (Retzia) و Stilbaceae. گیاه بوته چای سرخ در این منطقه رویش می‌کند.

## بوم‌شناسی

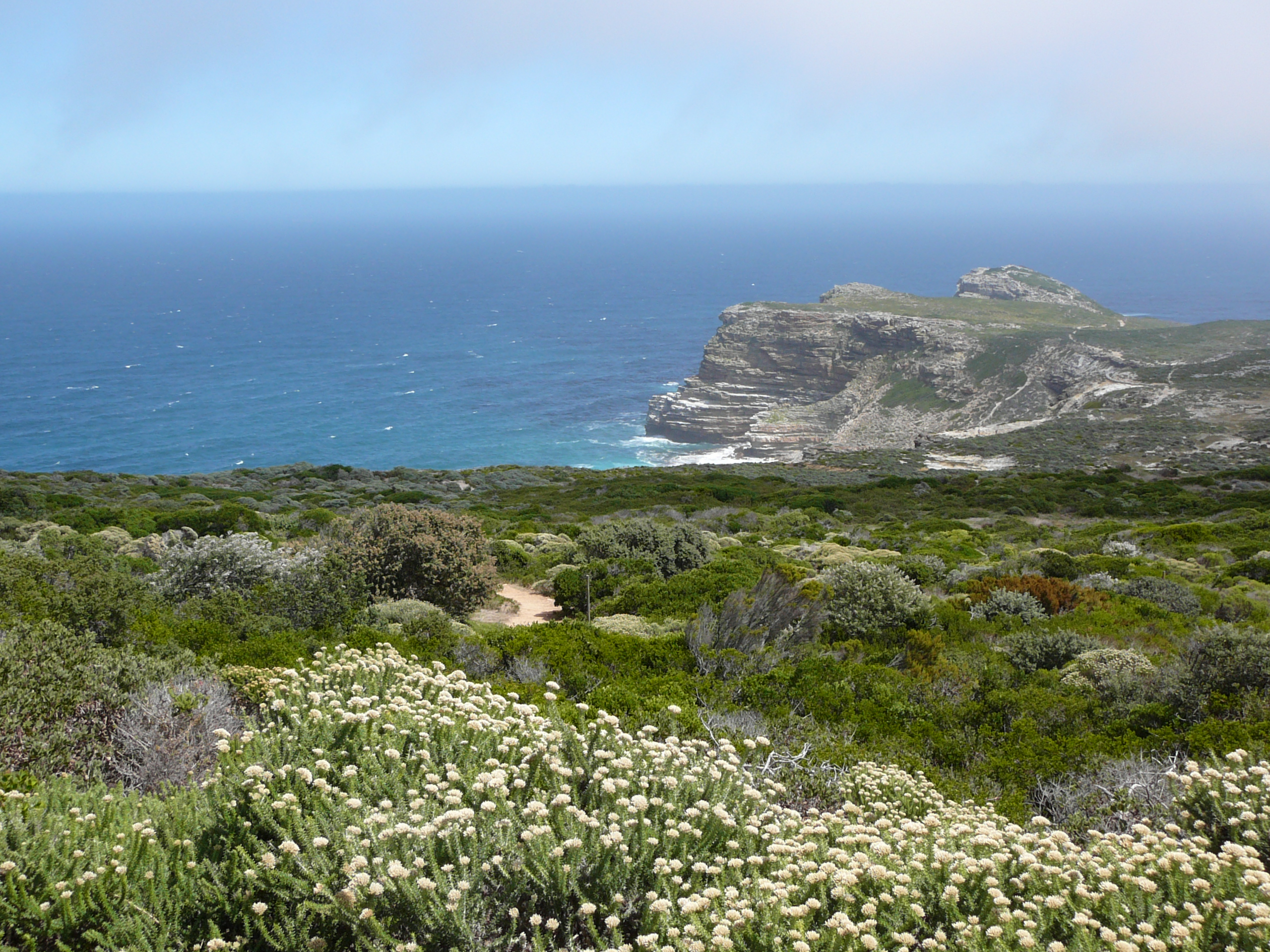
فلور منطقه گیاگانی کیپ با دماغه امید نیک در پس‌زمینه. این تصویر از منطقه کیپ پوینت گرفته شده است.

صندوق جهانی طبیعت منطقه گیاگانی دماغه را به سه منطقه بوم‌شناختی تقسیم می‌کند: خوش‌بوته‌زارهای دشتی و رنوسترولد، خوش‌بوته‌زارهای کوهستان و رینوسترولد و بیشه‌های آلبانی.
پنداشته می‌شود که منطقه گیاگانی دماغه یکی از پرشتاب‌ترین نرخ‌های انقراض را در جهان به دلیل نابودی زیستگاه، دگرگونی سرزمین و گیاهان بیگانه مهاجم تجربه می‌کند.